# Op art
Op art hay optical art (tiếng Việt: nghệ thuật quang học) là một loại nghệ thuật thị giác sử dụng những ảo ảnh quang học.
Các tác phẩm op art thường mang tính trừu tượng và mang hai màu chủ yếu là trắng và đen. Khán giả khi nhìn vào sẽ thấy được hiệu ứng hình ảnh chuyển động, sự tương phản màu sắc hay những thông điệp ẩn dụ mà bức tranh thể hiện.
Thuật ngữ "Op Art" nhiều khả năng được nghệ sĩ kiêm nhà văn Donald Judd sử dụng lần đầu tiên trong bài đánh giá về cuộc triển lãm "Optical Paintings" của họa sĩ Julian Stanczak. Cụm từ này tiếp tục được phổ biến sau khi tạp chí Time đăng tin về nó vào tháng 10 năm 1964. Tuy vậy, một phong cách tương tự như "Op Art" đã được phát hiện trên một số thiết kế của Victor Vasarely từ những năm 1930. Nhiều nhà nghiên cứu về Op Art cũng đồng ý với nhận định Vasarely là người tiên phong của Op Art với tác phẩm Zebra năm 1938. Từ năm 1964, họa sĩ Arnold Schmidt (Arnold Alfred Schmidt) từng tổ chức một vài triển lãm tranh đen trắng tại thư viện Terrain Gallery, New York.

## Hình ảnh

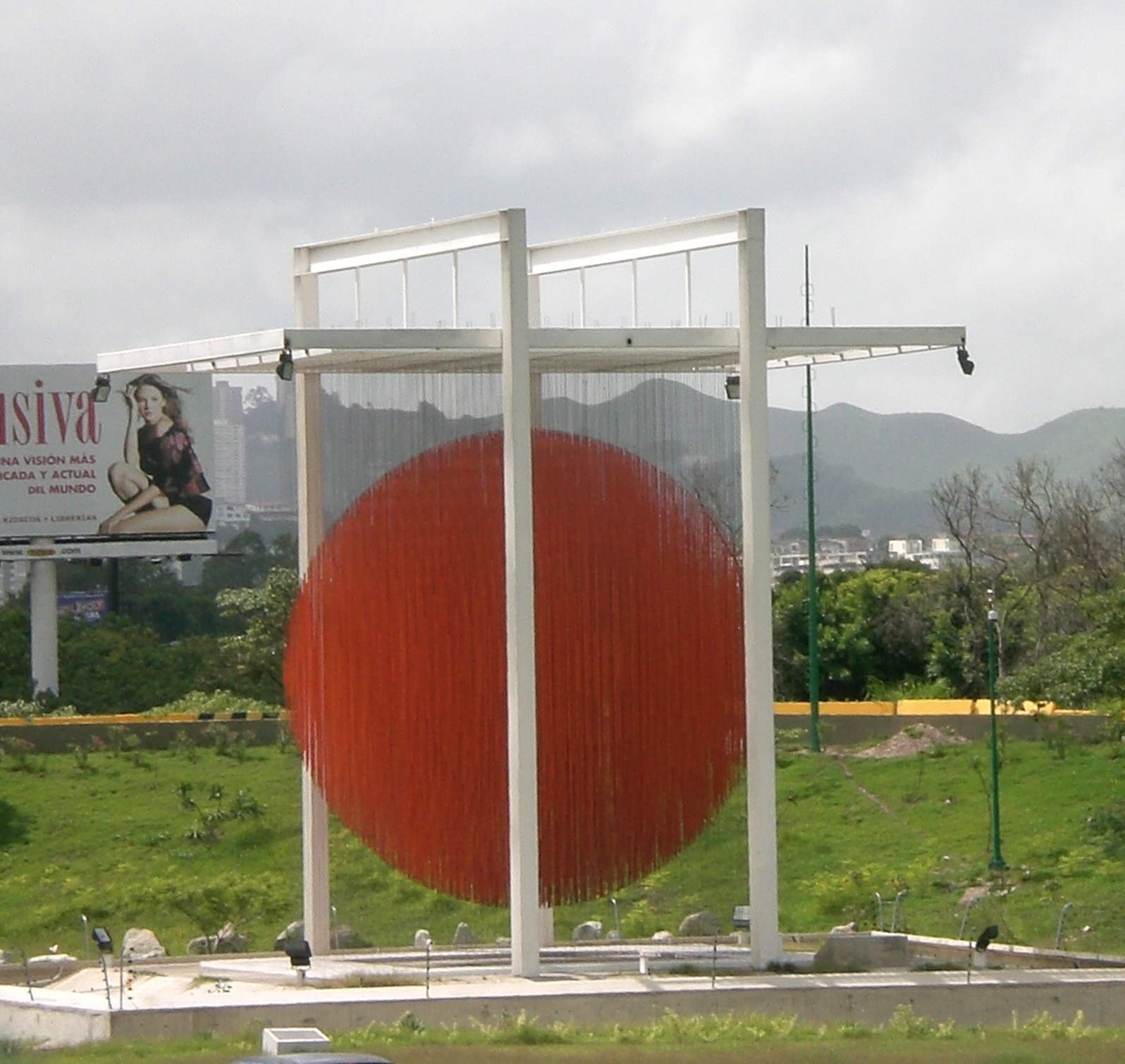
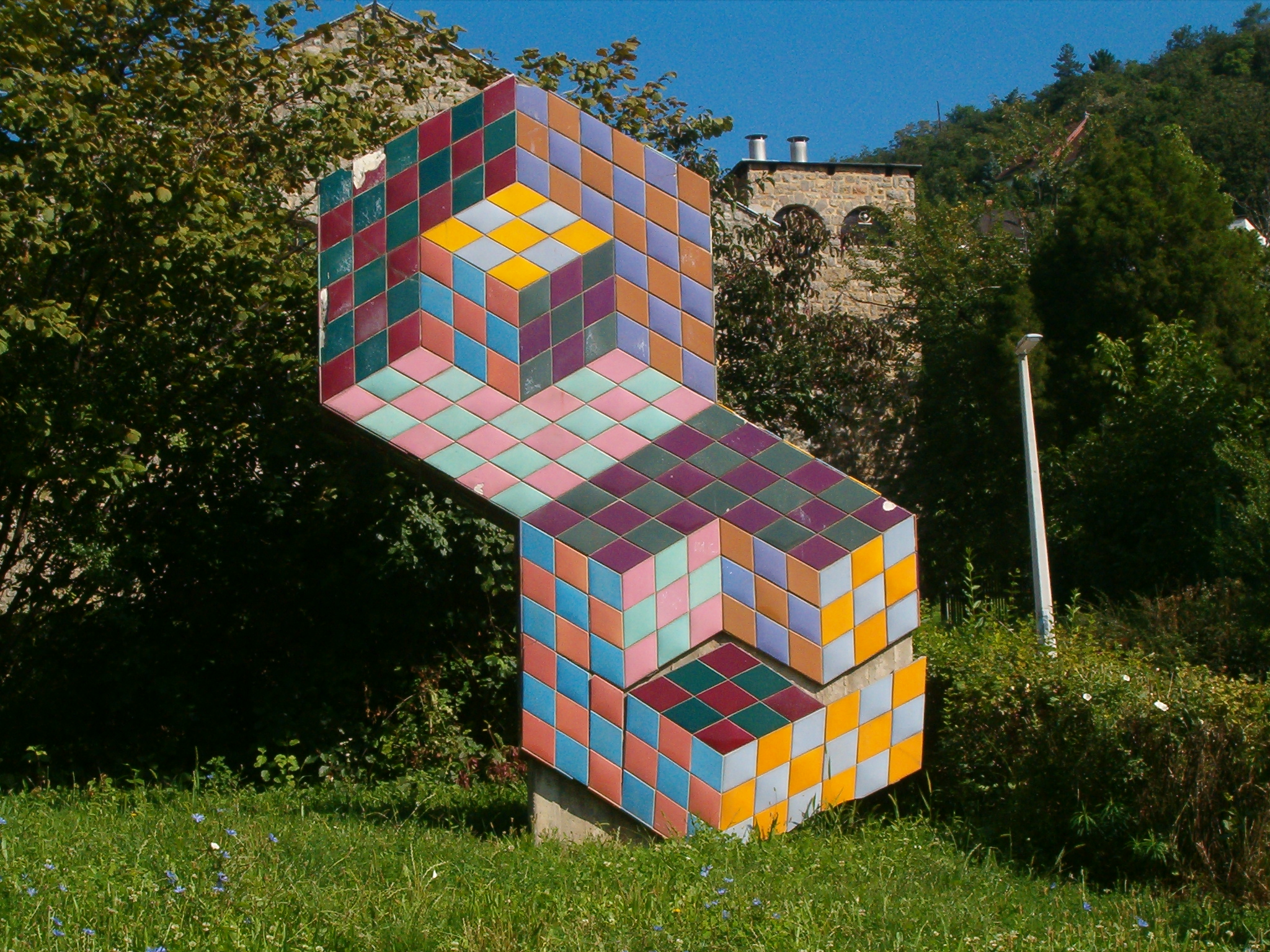
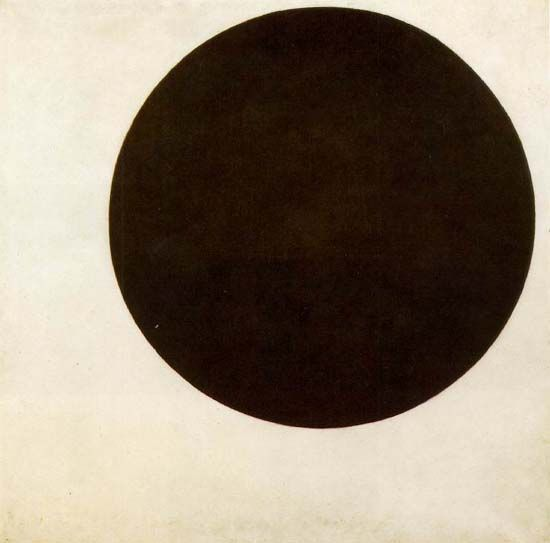

- Tập tin:Tập